# Herbert Bangemann
Herbert Bangemann (* 22. Januar 1897 in Ahnsbeck; † 21. Januar 1969 ebenda) war ein deutscher Kommunalpolitiker, Kreisleiter der NSDAP, in der Bundesrepublik offen bekennender Nationalsozialist und Funktionär der angeblich „Entnazifizierunggeschädigten“, Bürgermeister und zweimaliger Ahnsbecker Ehrenbürger sowie Namensgeber der dortigen Herbert-Bangemann-Straße.

## Leben
Herbert Bangemann, ein Schuhmachermeister, galt zeitlebens als Vereinsmensch, der 1922 die Gründung des Sportvereins MTV „Alrebekesa“ initiierte. Bangemann trat zum 1. Januar 1931 der NSDAP bei (Mitgliedsnummer 417.346) und agierte ab Oktober 1932 zunächst als NSDAP-Kreisleiter für Celle-Land, ab Juli 1935 dann für Celle-Stadt und -Land. Bangemann, der damals gemeinsam mit zwei anderen Celler NS-Größen als einer der 3 Großen B’s bezeichnet wurde, wurde erstmals 1936 für seine Taten zum Ehrenbürger von Ahnsbeck ernannt.
1937 wurde Bangemann wegen Korruption von seinem Posten abgelöst. Auslöser der Absetzung war „wahrscheinlich eine Privatfehde“ mit dem Gauleiter Otto Telschow, der „ein Auge“ auf Bangemanns Sekretärin geworfen hatte. Als die Sekretärin nach vorübergehenden Dienst bei Telschow zu Bangemann zurückkehrte, „stieß Telschow auf Ungereimtheiten im Zusammenhang mit dem Dienstwagen des Kreisleiters“. Daraufhin wurde Bangemann 1938 zu einer Geldstrafe verurteilt; Telschow verfügte zudem Bangemanns Parteiausschluss. Dies wurde Ende August desselben Jahres durch das Oberste Parteigericht der NSDAP zurückgenommen, das Bangemann nur noch eine Verwarnung erteilte. Zudem musste Bangemann zwei Jahre lang sämtliche Ämter in der Partei ruhen lassen. Darüber hinaus gelang Telschow im Frühjahr 1939 die Aberkennung von Bangemanns Ehrenbürgerschaft durch die Gemeinde Ahnsbeck.
Zu Beginn des Zweiten Weltkrieges trat Herbert Bangemann der Kriegsmarine bei. Im Rang eines Kapitänleutnants kam er 1945 in den Niederlanden in Kriegsgefangenschaft, aus der er erst 1947 entlassen wurde und von wo aus er nach Ahnsbeck zurückkehrte. Ein Entnazifizierungsverfahren führte laut Matthias Blazeks Schrift Ahnsbeck zu einer Einstufung Bangemanns als „Minderbelasteter“.
Nach der Gründung der Bundesrepublik Deutschland soll Bangemann der 1949 gegründeten Sozialistische Reichspartei (SRP) angehört haben. Nachdem diese aufgrund „ihrer programmatischen Nähe zur NSDAP am 23. Oktober 1952 vom Bundesverfassungsgericht verboten“ wurde, wechselte er – wie viele andere seiner Parteikameraden auch – zu der 1950 gegründeten Deutschen Reichspartei (DRP), für die er bei der Bundestagswahl 1957 erfolglos im Wahlkreis Celle und auf Platz drei der niedersächsischen Landesliste kandidierte. Ebenfalls ab 1952 und bis 1968 oder 1969 war er Bürgermeister der Gemeinde Ahnsbeck.
Herbert Bangemann gehörte von 1950 bis 1960 dem Bundesvorstand der Deutschen Reichspartei an, für die er einen Sitz im Celler Kreistag wahrnahm; „der DRP-Kreisverband Celle-Land galt als bundesweit mitgliederstärkste Kreisorganisation der Partei“.
Zudem vertrat Bangemann die Interessen der Interessengemeinschaft der Entnazifizierungsgeschädigten (IdEG), deren Funktionäre als Lobbyisten für ihre Mitglieder als „Nationalsozialisten aus Überzeugung“ bis in die Bundesebene wirkten und für die Bangemann als Vorsitzender der Celler IdGE auf den örtlichen Versammlungen agierte.
Unterdessen war Bangemann 1954 zum Ehrenvorsitzenden der Kyffhäuserkameradschaft ernannt worden, 1955 zum Ehrenvorsitzenden des MTV „Alrebekesa“ und 1959 zum Ehrenmitglied des örtlichen Schützenvereins. Anlässlich seines 70. Geburtstages verlieh die Gemeinde Ahnsbeck 1967 ihrem langjährigen Bürgermeister erneut die 1939 auf Initiative von Gauleiter Telschow aberkannte Ehrenbürgerwürde.
Bangemann starb am 21. Januar 1969 im Alter von knapp 72 Jahren. Rund zehn Jahre später entschied der Ahnsbecker Rat einstimmig, ihrem Ehrenbürger zudem eine Straße zu widmen. Während es in der Stadt Celle lange Diskussionen über „Nazi-Straßen“ gab, geschah nach Hinweisen an den amtierenden Ahnsbecker Bürgermeister Ulrich Kaiser nichts. Ein Zeitzeuge bezeichnete den Fall Bangemann als „klassisches Beispiel dafür, wie es nach dem Krieg nahtlos weiterging“.
Noch 2016 kritisierte die Cellesche Zeitung (CZ) den einzigen Wikipedia-Eintrag über Herbert Bangemann als Nennung im Artikel über die Gemeinde Ahnsbeck, in der bis dahin lediglich stand: „Herbert Bangemann (1897–1969), Bürgermeister, Kreisleiter von Celle-Land, Ehrenbürger der Gemeinde Ahnsbeck.“ Der Leserschaft erschlösse sich mit diesen wenigen Worten kaum etwas über das Wirken Bangemanns beispielsweise in der NSDAP.

## Archivalien
Archivalien von und über Herbert Bangemann finden sich beispielsweise
- als „Bericht Nachrichtenzelle im Polizeiabschnitt Celle“ vom 16. Dezember 1955 im Niedersächsischen Landesarchiv (Abteilung Hannover), Archivsignatur NHSTAH Nds. 100 Acc. 142/92 Nr. 5[2]